# Brylisko
Brylisko – osada w Polsce położona w województwie łódzkim, w powiecie radomszczańskim, w gminie Radomsko. Miejscowość wchodzi w skład sołectwa Strzałków. Brak jest obecnie zabudowy i mieszkańców.

## Historia
W latach 1975–1998 miejscowość administracyjnie należała do województwa piotrkowskiego.
Dawna osada młynarska położona nad "strugą Breliczi" (Brelska Struga), w kompleksie Lasów Państwowych, pośród łąk ciągnących się od kościoła i parku podworskiego w Strzałkowie aż do ujścia strumienia do rzeki Warty w pobliżu Klekowca. W różnym okresie, nad Brelską Strugą mogło istnieć aż siedem osad młynarskich. 
Dawniej do młyna prowadziła z Radomska Brilowska Droga, która jeszcze na niektórych mapach jako trakt leśny opisywana jest jako Trakt Marcina - od imienia św. Marcina z Tours, patrona młynarzy i piekarzy lub od imienia jednego z kilku młynarzy o tym imieniu z rodziny Brel). Obecnie droga ta na różnych odcinkach w Radomsku nosi nazwy: Armii Krajowej i Starowiejskiej.
Najstarsza osada młynarska zlokalizowana była w pobliżu miejscowości Klekowiec pośród łąk zwanych Dembnica (Dębnica) i wchodziła w skład dóbr królewskich, składających się na starostwo radomskowskie. Księgi poborowe wzmiankują ją począwszy od 1510 r. pod różnymi nazwami: Brzlowsky, Brilowsky. Już w 1564 r. podczas spisywania lustracji dóbr królewskich nie istniała, pozostał po niej jedynie rozległy zbiornik wodny (obecnie obniżony teren oddzielający lasy pomiędzy Klekowcem a Wygodą, przez środek którego przebiega droga wojewódzka Radomsko - Pławno - Święta Anna). 
Kolejna osada młynarska wzmiankowana była począwszy od 1577 r. pod nazwą Brel, a w późniejszym okresie także jako: Brylikan, Breczne, Brzelisko i Brylisko, położona około 1 km w górę strumienia, w kierunku Strzałkowa, na terenie dóbr kościelnych, w którym to miejscu jest zaznaczana na mapach topograficznych jeszcze obecnie. To w tym miejscu, tzw. Panorama strzałkowska z 1683 r. ukazuje nad strumieniem wypływającym ze Strzałkowa, dwie osady młynarskie. Pierwszą z nich było Brylisko, drugą zaś pobliskie Podbrylisko.
Młyn na Brylisku miał 2 łany gruntu (36 ha), na który składały się: grunty orne, łąki i pastwiska. Młyn na Brylisku przetrwał do końca XIX w. Młyn na Podbrylisku upadł jeszcze wcześniej. 
W XIX w. na Brylisku w sąsiedztwie gruntów młyna, powstał folwark (teren wieloletniego sporu dzierżawcy klucza Biedrzyckiego z miastem Radomskiem) należący do klucza strzałkowskiego wchodzącego w skład dóbr rządowej ekonomii gidelskiej. Zabudowa po dawnym folwarku przetrwała do końca XX w. W pobliżu powstała także gajówka, która istniała jeszcze w l. 70. XX w. Obecnie oprócz śladów dawnej grobli, wiekowego dębu (około 300-letniego, o obwodzie 450 cm - mierzonego na wys. 130 cm) i tajemniczego obelisku przy głównym trakcie (zatarto napis i współcześnie dodano krzyż), brak jest już śladów po dawnej osadzie.
Z osadą młynarską związana była rodzina Brel (Bryl, Brylik, Brylski, Brylikowski itd.), którego członkowie datowani byli imiennie od II poł. XVII w., a w okresie od XVII do poł. XIX w. prowadzili co najmniej 17 młynów w rejonie Radomska, głównie na Warcie i jej dopływach.